# MEG T 11
Der Verbrennungstriebwagen MEG T 11 der Mittelbadischen Eisenbahn-Gesellschaft (MEG) war ein dieselmechanischer Triebwagen der Dessauer Waggonfabrik mit der Achsfolge (1A)’(A1)’.
Er wurde beschafft, weil sich die fünf vorher eingestellten Triebwagen aus der Serie T 1 bis T 8 im Betrieb bewährt hatten und eine größere Baureihe erforderlich wurde. Der MEG T 11 wurde 1943 in einen Beiwagen umgebaut und in dieser Form bis zum Ende des Schmalspurnetzes eingesetzt. 1971 wurde das Fahrzeug verschrottet.

## Geschichte
Um den größer werdenden Verkehr der Mittelbadischen Eisenbahn-Gesellschaft zu bewältigen, reichten die teilweise vorher beschafften T 1 bis T 8 aus der Gothaer Waggonfabrik nicht mehr aus. Deshalb wurde 1936 von der Dessauer Waggonfabrik der T 11 gefertigt. Er war nach denselben Konstruktionsprinzipien wie die Gothaer Wagen mit verjüngten Stirnwänden, Plattformen und Einstiegstüren aufgebaut, hatte jedoch eine Doppelmaschinenanlage und war vierachsig mit zwei Drehgestellen ausgeführt.
Die größere Leistung bewirkte, dass der Triebwagen zwei Beiwagen mitführen konnte. Es sind jedoch im Betrieb häufig Motor- und Getriebestörungen aufgetreten.
Dem T 11 wurden im Zweiten Weltkrieg die Antriebsanlagen ausgebaut. Ab diesem Zeitpunkt wurde er mit der Nummer Bi4 8 als vierachsiger Beiwagen eingesetzt. 1971 wurde das Fahrzeug verschrottet.

## Konstruktive Merkmale
Das Fahrzeug entsprach den Grundsätzen des Leichtbaues der damaligen Zeit. Der Wagenkasten war aus Profilen und Blechen geschweißt. Die Lackierung des Triebwagens war wie bei den Gothaer Wagen dunkelblau/elfenbein.